# Адельгейда Шлезвіг-Гольштейн-Зондербург-Глюксбурзька
Адельгейда Луїза Шлезвіг-Гольштейн-Зондербург-Глюксбурзька (нім. Adelheid Luise von Schleswig-Holstein-Sonderburg-Glücksburg, 19 жовтня 1889 — 11 червня 1964) — принцеса Шлезвіг-Гольштейн-Зондербург-Глюксбурзька з династії Глюксбургів, донька герцога Фрідріха Фердинанда Шлезвіг-Гольштейн-Зондербург-Глюксбурзького та принцеси Ауґустенбурзької Кароліни Матильди, дружина князя Сольмс-Барутського Фрідріха III.

## Біографія
Адельгейда народилась 19 жовтня 1889 року у маєтку Ґрюнхольц у Шлезвіг-Гольштейні. Вона була четвертою дитиною та четвертою донькою в родині герцога Шлезвіг-Гольштейн-Зондербург-Глюксбурзького Фрідріха Фердинанда та його дружини Кароліни Матильди Ауґустенбурзької. Дівчинка мала старших сестер Вікторію Адельгейду, Александру Вікторію та Олену. Згодом народилася молодша — Кароліна Матильда та брат Вільгельм Фрідріх.
Жила сім'я у маєтку Ґрюнхольц та Глюксбурзькому замку.
У 24 роки Адельгейда пошлюбилася із 28-річним принцом Сольмс-Лаубахським Фрідріхом Германом, старшим сином князя Фрідріха II. Весілля відбулося 1 серпня 1914 у лютеранській Фріденскірхе, що в парку палацу Сан-Сусі у Потсдамі. У подружжя народилося п'ятеро дітей.

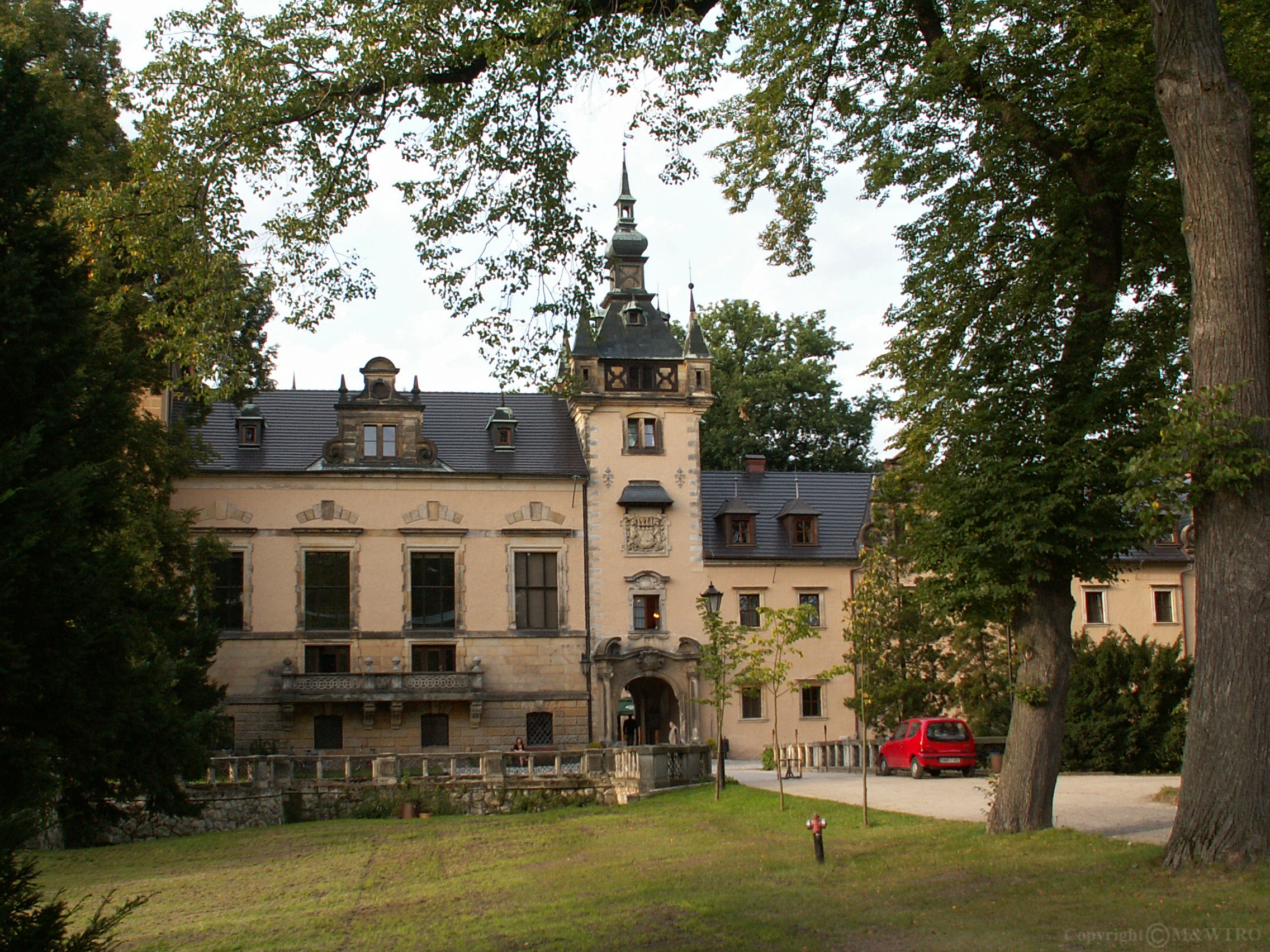
Замок Клічдорф

Під час Першої світової Фрідріх здійснював управління маєтками батька, оскільки Фрідріх II, будучи військовиком, знаходився при Генеральному штабі. У 1920 році, після його смерті, Фрідріх успадкував титул та володіння. У віданні родини, між іншим, знаходилися Барутський замок та замок Клічдорф у Нижній Силезії.
Під час Другої світової Фрідріха заарештувало гестапо, а замок Клічдорф був експропрійований нацистами. Адельгейді було відведено 24 години, щоб спакувати речі та виїхати. Після його звільнення у березні 1945 року, сім'я переїхала до Швеції, де певний час жила у палаці кронпринцеси Хаґа, а звідти — емігрувала до Намібії.
Ферма, на якій вони оселилися у 1948 році, знаходилася у їхній власності від 1937 року. Земельна ділянка була розміром 49 582 га і використовувалася переважно для потреб вівчарства.
У Намібії Фрідріх і помер після важкої операції. Адельгейда пережила чоловіка на тринадцять років і пішла з життя 11 червня 1964 року у Зальцбурзі.

## Родина
Чоловік — Фрідріх III, князь Сольмс-Барутський
Діти:
- Фредеріка Луїза (1916—1989) — графиня Сольмс-Барутська, одружена не була, дітей не мала;
- Феодора (1920—2006) — була одружена з Ґертом Шенком, згодом — з князем Карлом Адольфом Ауерсперзьким, мала трьох дітей від обох шлюбів;
- Роза (1925—2008) — була двічі одружена, мала двох дітей від першого шлюбу;
- Фрідріх (1926—2006) — наступний князь Сольмс-Барутський, був одружений з баронесою Біржіттою Берхем-Кьоніґсфельд, мав двох синів;
- Кароліна-Матильда (нар.1929) — дружина Йоганна Штендереена.

## Цікаві факти
- У день весілля Адельгейди із Фрідріхом, Німеччина оголосила війну Росії, почавши Першу світову війну.